# Capelleta del carrer Bisbe Aznar (la Ràpita)
La Capelleta del carrer Bisbe Aznar és una obra de la Ràpita (Montsià) protegida com a Bé Cultural d'Interès Local.

## Descripció
Fornícula amb arc rebaixat, a l'altura d'un entresòl d'una vella casa marinera. Emmarcada amb fusta. La imatge és de guix policromat i mostra la tradicional representació del sant.

## Història
La imatge fou restituïda després de la guerra civil (1936-39). Aquest Sant és de tradició marinera.